# سقوط بازار سهام ۲۰۲۰
سقوط بازار سهام ۲۰۲۰ (انگلیسی: 2020 stock market crash) که به آن سقوط ویروس کرونا نیز گفته می‌شود، به سقوط بزرگ و ناگهانی ارزش بازار سهام جهانی اشاره دارد، که سیر نزولی آن از ۲۰ فوریه سال ۲۰۲۰ آغاز شد و در ۷ آوریل همان سال پایان یافت. سقوط بازار سهام ۲۰۲۰ سریع‌ترین سقوط ارزش در تاریخ مالی بازارهای سهام جهان بود، همچنین ویران‌کننده‌ترین سقوط از زمان سقوط وال‌استریت در سال ۱۹۲۹ بود. با این وجود این سقوط فقط باعث یک بازار نزولی کوتاه مدت شد و در آوریل بازارهای سهام جهانی دوباره وارد سیر صعودی به خود گرفت، که این صعود ارزش قیمت‌ها تا اواخر ماه اکتبر همان سال ادامه داشت. این سقوط نشانه آغاز رکود اقتصادی حاصل از دنیاگیری کووید ۱۹ بود.